# FITSAT-1
FITSAT-1 или Niwaka — спутник-кубсат, разработанный Технологическим институтом Фукуока в Японии. Название «Niwaka» происходит от «Hakata Niwaka» (яп. 博多俄), что означает традиционный импровизированный комичный разговор в масках. Также, Hakata — старое название города Фукуока, где находится Технологический институт Фукуока в Японии, где был создан спутник.
FITSAT-1 был запущен на борту космического корабля Kounotori 3 (HTV-3) на ракете-носителе H-IIB с площадки LC-Y2 стартового комплекса Ёсинобу в космическом центре Танегасима. Запуск произошёл в 02:06:18 UTC 21 июля 2012 года. Вместе с ним были запущены четыре других кубсата: WE WISH, RAIKO, F-1, TechEdSat. Наноспутники были доставлены на Международную космическую станцию 27 июля 2012 года в рамках технологического эксперимента по проверке возможности запуска небольших спутников без выхода в открытый космос. FITSAT-1 был развёрнут из японского экспериментального модуля (JEM) «Кибо» с помощью системы J-SSOD 4 октября 2012 года. Он вошел в атмосферу Земли 4 июля 2013 года.
Спутник FITSAT-1 представляет собой наноспутник размером 10х10х10 см (1U). Он включает в себя мощные светодиоды, приводимые в действие импульсами мощностью 200 Вт, что позволяет осуществлять связь азбукой Морзе из космоса на землю. Связь FITSAT-1 с землей осуществляется с помощью высокоскоростного (115200 бит/с) передатчика на частоте 5,8 ГГц. Спутник также имеет маяк 437 МГц (любительский диапазон) и передатчик со скоростью передачи данных 1200 бит/с для передачи телеметрии на Землю.

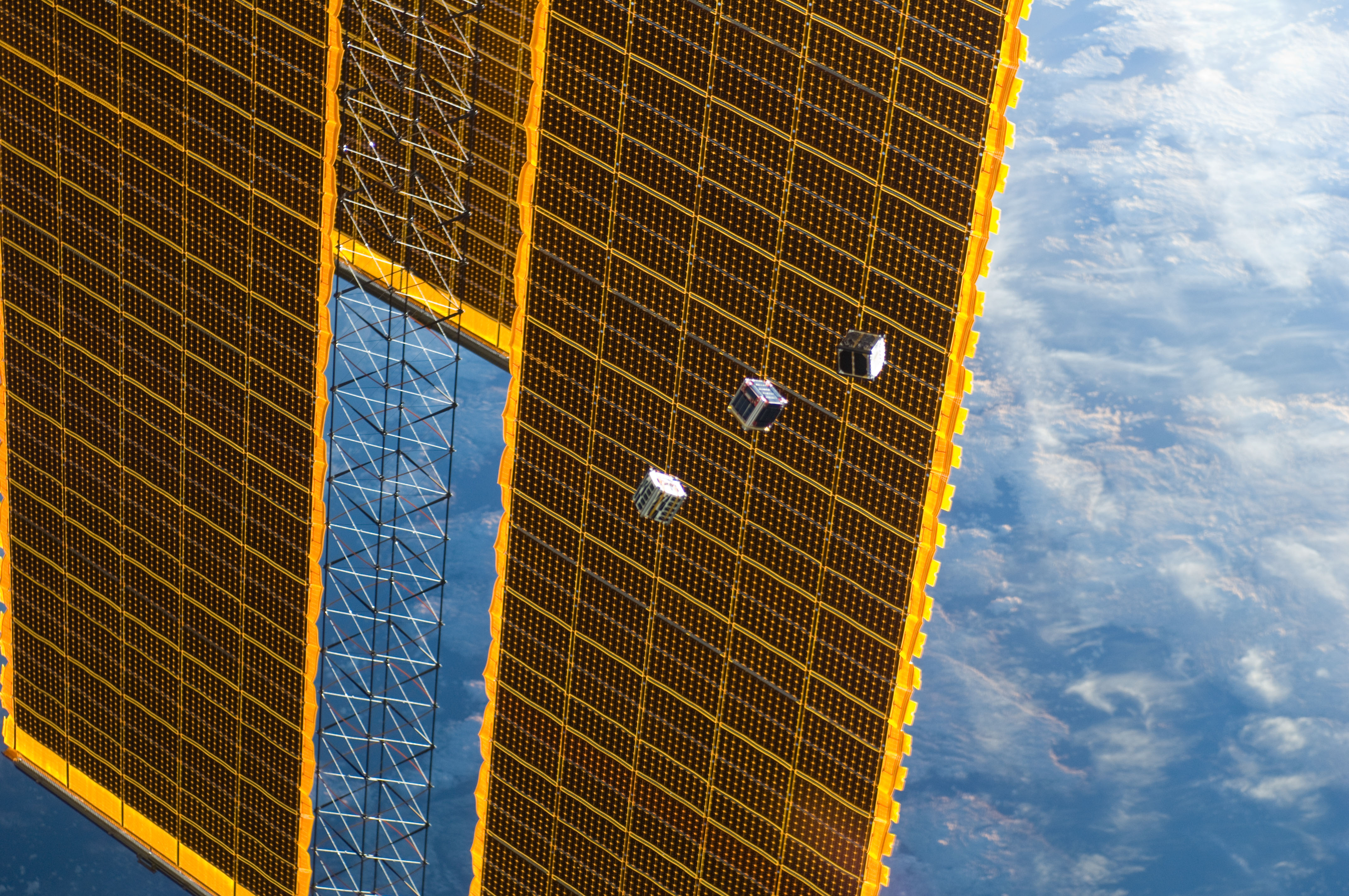
Кубсаты выведены на орбиту с Международной космической станции 4 октября 2012 г. (слева направо: TechEdSat-1, F-1 и FITSAT-1).